# Olivella klappenbachi
Olivella klappenbachi is een slakkensoort uit de familie van de Olividae. De wetenschappelijke naam van de soort is voor het eerst geldig gepubliceerd in 2003 door Absalão & Pimenta.